# 彌勒下生經
彌勒下生經（梵文：Maitreya-vyākaraṇa），為講述彌勒菩薩從兜率天下生人間成佛的佛典，收於大正藏經集部。內容主要描述彌勒下生時，人間五穀豐登，天下太平，彌勒佛在龍華三會中說法度眾的盛況。

## 題解
彌勒（Maitreya），常見的婆羅門姓氏，字根源自梵文Maitrī，慈愛之意。
下生，謂菩薩自天上界降生下界。佛陀八相成道中，第一「降兜率」與天界有關，其他皆與人間界有關。

## 傳譯
《彌勒下生經》現存的漢譯本：
- 《彌勒下生經》，題為西晉竺法護譯。不過，本經與《增壹阿含經·十不善品·三經》字句雷同，應為從《增壹阿含經》抄出的別生經。增壹阿含經是由曇摩難提誦出，竺佛念傳譯。本經是各譯本中最常通行的一部，由阿難啟問。
- 《彌勒來時經》，失譯。較他經簡略，由舍利弗啟問。
- 《彌勒下生成佛經》，又名彌勒受決經，祐錄題為彌勒下生經，鳩摩羅什譯出。由舍利弗啟問。
- 《彌勒大成佛經》，祐錄題為彌勒成佛經，鳩摩羅什譯出。有記述發菩提心與末法等篇幅，由舍利弗啟問。
- 《彌勒下生成佛經》，義淨於大足元年（701）譯出。偈頌體，由舍利弗啟問。

《彌勒下生經》自古以來頗為流行，梵本現存。另有藏譯本、闐語本，及以回鶻文字所書寫之突厥語經等。其中，藏譯本與義淨譯本相符。

## 內容
本經描述彌勒將來下生成佛的情形。那時的人間「閻浮地」，已淨化而成一個「淨土」，彌勒菩薩於兜率天觀察父母，降而出世。後來，彌勒「出家學道」，在「龍華樹」下修行，夜半出家，「即於其夜成無上道」。成佛後的彌勒，在龍華樹下說法，度化眾生。彌勒初會，九十六億人得阿羅漢；彌勒二會，九十四億人得阿羅漢；彌勒佛三會，九十二億人得阿羅漢。

## 注解
- 新羅．憬興《彌勒下生經疏》，一卷，《卍續藏》第三十四冊。
- 日本．善珠《彌勒下生經義疏》，一卷。
- 作者不詳《彌勒下生經述贊》，一卷(不全)，《卍續藏》第三十四冊。

## 相關經典
巴利經藏中《長部》第26經《轉輪聖王師子吼經》和《小部》第14部《佛種姓》（Buddhavaṃsa）皆記載彌勒將來會出現於世間。後期巴利文獻有一部名為《未來史》（Anāgatavaṃsa）的書籍，亦描述彌勒從出生至成佛的書籍，據說是由12世紀晚期南印度的迦攝波（Kassapa）編撰。
《彌勒會見記》於20世紀在新疆發現，敘述一百二十歲的婆羅門波婆離派弟子彌勒等十六人拜謁釋迦牟尼。彌勒等十六人見到佛陀後，提問考驗如來，因深受折服皈依佛門。該書是由聖月譯成焉耆-龜茲語，再由智護譯為回鶻語。同樣的故事記載在漢譯《賢愚經》卷二十〈波婆離品〉。
巴利經藏《小部·經集》第五品〈彼岸道品〉記述了包含彌勒在內的這十六人和佛陀之間的問答偈頌。《中阿含·說本經》和《古來世時經》記載未來世時，阿逸多作轉輪王，彌勒作佛。

## 地位
中國彌勒信仰於晉時釋道安法師（314～385）首倡以來，逐漸盛行。初唐時在天台宗和法相宗高僧的推動和武則天的提倡下，民間「彌勒佛出世」的觀念廣為流傳，不少僧尼信士或期生兜率，或願與「龍華三會」，或誦念彌勒佛名。十九、二十世紀的中國秘密宗教猶深受彌勒信仰的影響。
提倡人間佛教的印順法師認為，彌勒淨土思想，是著重於實現人間淨土。往生兜率淨土的本意是為下生人間，為人間淨土的實現而努力，而不單純是為往生兜率淨土。

## 外部連結
- 佛說彌勒下生經講釋 （页面存档备份，存于）（釋常照）
- 漢譯佛經中的彌勒信仰--以彌勒上、下經為主的研究 （页面存档备份，存于）（楊惠南）
- 中國早期的彌勒信仰 ---  以道安為主的探討（釋道昱）
- 从百颂体《弥勒授记经》来看中印及周边的文化交流 （页面存档备份，存于）（刘震）